# Integrina alfa M

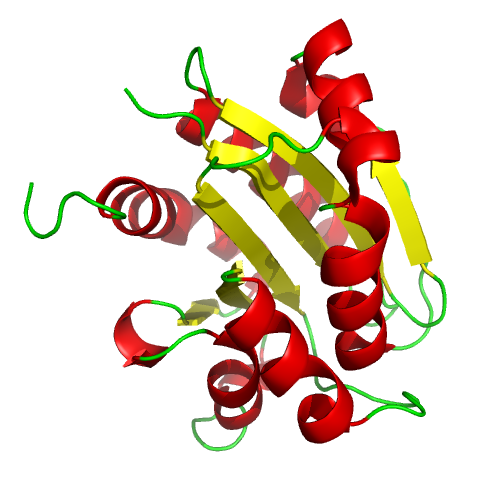
Domínio integrina alfa M 1

A integrina alfa M (ou ITGAM, do inglês integrin alpha M) é uma subunidade proteica que forma a molécula heterodimérica integrina alfa M beta 2 (αMβ2), conhecida como Mac-1 ou CR3. A segunda cadeia e αMβ2 é a subunidade de integrina β2, conhecida como CD18.
αMβ2 é expressa na superfície de muitos leucócitos envolvidos na resposta imunitária inata, incluindo monócitos, granulócitos, macrófagos e células NK. Medeia processos de inflamação, ao regular a adesão e migração de leucócitos. Tem sido implicada em variados processos imunitários como a fagocitose, citotoxicidade mediada por células, quimiotaxia e activação celular.
A subunidade ITGAM (alfa) da integrina αMβ2 está directamente envolvida na adesão e proliferação de células, mas não pode mediar migração celular sem que esteja presente a subunidade β2 (CD18).
O gene ITGAM, localizado no cromossoma 16 é um dos que desempenham um papel nas vias moleculares que dão origem ao lupus eritematoso sistémico.